# Шубарагаш (Акмолинская область)
Шубарага́ш (каз. Шұбарағаш, до 2007 г. — Кара́мышевка) — аул в Буландынском районе Акмолинской области Казахстана. Административный центр Карамышевского сельского округа. Код КАТО — 114043100.

## Этимология
В переводе с казахского топоним «Шубарагаш» — означает "Пестрый лес". Аналогичное название носит лесной массив Шубарагаш (Чубар-Агач) к югу от города Соль-Илецк Оренбургской области.

## География
Аул расположен в западной части района, на расстоянии примерно 53 километров (по прямой) к юго-западу от административного центра района — города Макинск.
Абсолютная высота — 389 метров над уровнем моря.
Климат холодно-умеренный, с хорошей влажностью. Среднегодовая температура воздуха отрицательная и составляет около -3,0°С. Среднемесячная температура воздуха в июле достигает +19,2°С. Среднемесячная температура января составляет около -15,3°С. Среднегодовое количество осадков составляет около 440 мм. Основная часть осадков выпадает в период с июня по август.
Ближайшие населённые пункты: село Мат — на юге, село Отрадное — на западе, аул Токтамыс — на востоке.
Через село проходит проселочная дорога, с выходами на автодороги областных значений: КС-1 «Жалтыр — Макинск», КС-8 «Новый Колутон — Акколь — Азат — Минское».

## История
Село основано в 1906 году как переселенческий участок Шубар-Агачь (название урочища) с нарезкой земли на 190 душ из расчета по 15 десятин на каждую. Заселено немецкими переселенцами с Поволжья с образованием сельского общества «Карамышевское», в составе Николаевской волости Кокчетавского уезда Акмолинской области. Имелась своя церковь, три казённых колодца   1907-8 годов постройки.
Постановлением Акимата Акмолинской области от 27 апреля 2007 года № а-5/145 и решением Акмолинского областного Маслихата от 27 апреля 2007 года № ЗС-26-13 «О переименовании некоторых населенных пунктов Акмолинской области по Буландынскому и Аршалынскому районам», зарегистрированное Департаментом юстиции Акмолинской области 25 мая 2007 года № 3223 — село Карамышевка Карамышевского сельского округа было переименовано в село Шубарагаш.

## Население
В 1989 году население аула составляло 1466 человек (из них немцы — 72%).

В 1999 году население аула составляло 1020 человек (494 мужчины и 526 женщин). По данным переписи 2009 года, в ауле проживало 706 человек (343 мужчины и 363 женщины).
| Численность населения | Численность населения | Численность населения |
| 1989                  | 1999                  | 2009                  |
| --------------------- | --------------------- | --------------------- |
| 1466                  | ↘1020                 | ↘706                  |

## Улицы[9]
- ул. Достык,
- ул. им. Абая,
- ул. им. Абылай хана,
- ул. им. Габита Мусрепова,
- ул. им. Ибрая Алтынсарина,
- ул. им. Мухтара Ауэзова,
- ул. им. Шокана Уалиханова,
- ул. Мектеп.